# 诺基亚X软件平台
诺基亚 X软件平台是一个基于Linux的移动操作系统和软件平台，最初由诺基亚开发，随后由微软移动开发。 它于2014年2月24 日推出，从Android分叉出来并用于诺基亚 X 系列的所有设备。它也是继命运多舛的MeeGo之后的下一个诺基亚Linux项目。
2014年7月17日，在收购诺基亚设备部门后，微软宣布将不再推出诺基亚X系列智能手机，标志着诺基亚 X 软件平台发布仅一年多就停止开发。这些设备已经被微软移动旗下的低端Lumia设备所取代。

## 概览
诺基亚X软件平台基于Android开源项目（AOSP）和Linux内核。 诺基亚将Android应用与诺基亚体验（如Here地图，诺基亚Xpress和MixRadio）以及微软服务（如Skype和Outlook）结合在一起。诺基亚官方称该软件将带来“世界上最好的东西”。 它还包含Asha平台的功能，例如Fastlane通知中心。其用户界面与Windows Phone系统的类似。
该系统经常与亚马逊公司推出的Fire OS进行对比，后者同样基于AOSP。

## 应用程序
Google的应用程序被诺基亚和微软的同类应用程序取代。首次发布时Google Play并未预装，应用程序通过诺基亚商店提供。不过在2014年9月的2.1版本更新当中，用户可以通过第三方工具安装Google Play及其他各种Google服务，但如果用户尝试在诺基亚X系列设备上安装Google服务，则设备通常会“变砖”，并可能需要诺基亚软件恢复工具来恢复数据。
截至2014年2月，75%的Android应用程序与该平台兼容。

## 开发者
该平台可以使用一个SDK，其中包含一个基于Android模拟器的模拟器。 诺基亚不鼓励开发者使用Windows Phone设计模式，并鼓励在诺基亚X上使用Android设计指引。诺基亚开发者关系副总裁评论说，诺基亚影像SDK可能会从Windows Phone移植到该平台。

## 版本历史
| 版本             | 发布时间   | 基于AOSP版本                    | 注释 |
| ---------------- | ---------- | ------------------------------- | --- |
| 1.0              | 2013-02-24 | API Level 16 (4.1.2 Jelly Bean) | - 初始版本 |
| 1.1.1            | 2013-03-25 | API Level 16 (4.1.2 Jelly Bean) | - 改善性能 - 可更改第三方应用磁贴的颜色 |
| 1.1.2.2          | 2013-05-10 | API Level 16 (4.1.2 Jelly Bean) | - 添加两个新应用：OneDrive和联系人转移 - 各类性能修复                                                                                      |
| 1.2.4.1/1.2.4.21 | 2013-07-28 | API Level 16 (4.1.2 Jelly Bean) | - 新的应用程序切换界面 - 添加“通过短信拒接电话”的功能 - 可在拨号盘内搜索联系人 - 添加两个应用程序：Outlook.com和OneNote                    |
| 2.0              | 2014-06-24 | API Level 18 (4.3 Jelly Bean)   | - 可添加第四列磁贴 - 应用列表 - 对磁贴大小调节及移动方面的改进 - 新的相机用户界面 - 新的虚拟键盘 - 支持实体主页键                          |
| 2.1              | 2014-09-03 | API Level 18 (4.3 Jelly Bean)   | - 智能拍摄模式 - 动态壁纸和锁屏界面小部件 - Google服务 - 本地日历支持 - 电子邮件账号自动配置 - 在邮件及短信应用中支持横屏模式 - 其他小改进 |

## 外部連結
- （英文）諾基亞全球（页面存档备份，存于）
- （简体中文）諾基亞中國大陸（页面存档备份，存于）
- （繁體中文）諾基亞台灣（页面存档备份，存于）
- （繁體中文）諾基亞香港（页面存档备份，存于）